# Гарден Гроув (Калифорнија)
Гарден Гроув (енгл. Garden Grove) град је у америчкој савезној држави Калифорнија. По попису становништва из 2010. у њему је живело 170.883 становника.

## Демографија
Према попису становништва из 2010. у граду је живело 170.883 становника, што је 5.687 (3,4%) становника више него 2000. године.
|                   | 2010.            | 2000.            |
| Укупно            | 170 883 (100,0%) | 165 196 (100,0%) |
| Азијати           | 63 451 (37,13%)  | 51 078 (30,92%)  |
| Хиспаноамериканци | 63 079 (36,91%)  | 53 608 (32,45%)  |
| Белци             | 38 558 (22,56%)  | 53 735 (32,53%)  |
| Остали            | 3 640 (2,130%)   | 4 607 (2,789%)   |
| Афроамериканци    | 2 155 (1,261%)   | 2 168 (1,312%)   |